# Takagi Kenji
Kenji Takagi (sinh ngày 13 tháng 5 năm 1976) là một cầu thủ bóng đá người Nhật Bản.

## Sự nghiệp câu lạc bộ
Kenji Takagi đã từng chơi cho Gamba Osaka, Oita Trinity và Sagan Tosu.